# Puszczykówiec
Puszczykówiec (prononciation : [puʂt͡ʂɨˈkuvjɛt͡s]) est un village polonais de la gmina de Kamieniec dans le powiat de Grodzisk Wielkopolski de la voïvodie de Grande-Pologne dans le centre-ouest de la Pologne.
Il se situe à environ 5 kilomètres au sud de Kamieniec (siège de la gmina), à 9 kilomètres au sud-est de Grodzisk Wielkopolski (siège de la gmina et du powiat) et à 40 kilomètres au sud-ouest de Poznań (capitale régionale).

## Histoire
De 1975 à 1998, le village faisait partie du territoire de la voïvodie de Poznań.

Depuis 1999, Puszczykówiec est situé dans la voïvodie de Grande-Pologne.
Le village possède une population de 72 habitants en 2006.